# Горяйнов, Борис Николаевич
Борис Николаевич Горяйнов — советский военный и государственный деятель, генерал-майор.

## Биография
Родился в 1896 году в Санкт-Петербурге. Член КПСС.
В РККА с 1919 года.
Участник Гражданской войны.
Участник Великой Отечественной войны: начальник Управления военных сообщений 22-й армии, Западного, Калининского, 1-го Прибалтийского фронтов
В 1945—1946 — начальник Управления военных сообщений ЦГВ.
Умер в 1948 году в Ташкенте.

## Награды
- Орден Ленина (21.02.1945)
- Орден Красного Знамени (04.06.1944, 03.11.1947)
- Орден Богдана Хмельницкого I степени (06.04.1945)
- Орден Отечественной войны I степени (08.04.1943)
- Орден Virtuti Militari V класса[2]